# Пін'ян
27°40′13″ пн. ш. 120°33′35″ сх. д. / 27.67024° пн. ш. 120.55964° сх. д.
Пін'ян (кит. 平阳县, пін. Píngyáng Xiàn) — один із повітів КНР у складі префектури Веньчжоу, провінція Чжецзян. Адміністративний центр — містечко Куньян.

## Географія
Пін'ян у середньому лежить на висоті близько 39 метрів над рівнем моря, виходить до Східнокитайського моря.

### Клімат
Повіт знаходиться у зоні, котра характеризується вологим субтропічним кліматом. Найтепліший місяць — липень із середньою температурою 28,5 °C. Найхолодніший місяць — січень, із середньою температурою 8,4 °С.
| Клімат повіту Пін'ян    | Клімат повіту Пін'ян | Клімат повіту Пін'ян | Клімат повіту Пін'ян | Клімат повіту Пін'ян | Клімат повіту Пін'ян | Клімат повіту Пін'ян | Клімат повіту Пін'ян | Клімат повіту Пін'ян | Клімат повіту Пін'ян | Клімат повіту Пін'ян | Клімат повіту Пін'ян | Клімат повіту Пін'ян | Клімат повіту Пін'ян |
| Показник                | Січ.                 | Лют.                 | Бер.                 | Квіт.                | Трав.                | Черв.                | Лип.                 | Серп.                | Вер.                 | Жовт.                | Лист.                | Груд.                | Рік                  |
| Середній максимум, °C   | 12,3                 | 12,9                 | 15,7                 | 20,7                 | 24,9                 | 28,5                 | 32,6                 | 31,8                 | 28,4                 | 24,5                 | 20,3                 | 15,2                 | 22,3                 |
| Середня температура, °C | 8,4                  | 9                    | 11,8                 | 16,6                 | 21,3                 | 24,9                 | 28,5                 | 28,2                 | 24,8                 | 20,2                 | 15,7                 | 10,7                 | 18,3                 |
| Середній мінімум, °C    | 5,4                  | 6,2                  | 9                    | 13,6                 | 18,4                 | 22,1                 | 25,2                 | 25,2                 | 21,8                 | 16,5                 | 12                   | 7,1                  | 15,2                 |
| Норма опадів, мм        | 64.7                 | 86.3                 | 150.7                | 146.8                | 185.1                | 249.8                | 186.5                | 262.9                | 239.4                | 89.4                 | 76.7                 | 47.3                 | 1785.6               |
| Вологість повітря, %    | 79                   | 81                   | 83                   | 82                   | 84                   | 87                   | 82                   | 82                   | 83                   | 80                   | 78                   | 77                   | 81.5                 |
| ----------------------- | -------------------- | -------------------- | -------------------- | -------------------- | -------------------- | -------------------- | -------------------- | -------------------- | -------------------- | -------------------- | -------------------- | -------------------- | -------------------- |
| Джерело: data.cma.cn    |                      |                      |                      |                      |                      |                      |                      |                      |                      |                      |                      |                      |                      |